# پادشاهی مقره
مُقُرّه نام یک پادشاهی بود که از ۳۴۰ تا ۱۳۳۲ میلادی در شمال سودان و جنوب مصر وجود داشت. مقره یکی از پادشاهی‌های نوبی بود که در سده‌های پس از فروپاشی مملکت کوشی‌ها پدید آمدند. گستره پادشاهی مقره ناحیه‌ای بود در امتداد رود نیل از آبشار سوم تا محلی بین آبشارهای پنجم و ششم. پایتخت آن شهر دُنقُله کهن بود. پادشاهی مقره در پایان سده ششم میلادی به مسیحیت گروید. پیش از آن دین سنتی آفریقا در آن رواج داشت.
زبان رایج در مقره زبان نوبی بود.

## پیشینه
مملکت مقره در سده ششم به مسیحیت گروید اما پس از آن‌که مصر در سده هفتم به تصرف لشکر مسلمانان درآمد، ارتباط نوبیه و مقره با دیگر مناطق مسیحی جهان قطع شد. لشکر اعراب در سال ۶۵۱ به پادشاهی مقره حمله کرد اما شکست خورد و در نتیجه آن پیمانی معروف به پیمان بَقط میان دو طرف منعقد شد. با امضای این پیمان دوره‌ای طولانی از آشتی برقرار شد که تا سده سیزدهم میلادی ادامه یافت.
طی این دوره، مقره مرزهای خود را گسترش داده و احتمالاً در زمان مرکوریوس، پادشاه مقره، قلمرو همسایه شمالی خود یعنی نوباتیا را نیز ضمیمه خود کرد.
حدوداً بین سال‌های ۷۵۰ تا ۱۱۵۰ میلادی مقره ثبات و ترقی را تجربه کرده و دوران طلایی خود را گذراند. افزایش حملات از سوی مصر و تشتت داخلی سرانجام در سده چهاردهم به فروپاشی مملکت مقره انجامید.